# Kreuzzug von Damiette
Der Kreuzzug von Damiette in den Jahren 1217 bis 1221 war ein von der Kirche geförderter Kreuzzug zur Rückeroberung Jerusalems von den muslimischen Ayyubiden. Der Kriegszug führte die Kreuzfahrer nach Ägypten, wo sie nach langer Belagerung die Stadt Damiette erobern konnten, diese nach einer Niederlage im Nildelta aber wieder aufgeben mussten.
Dieser Kreuzzug wird meist zusammen mit dem Kreuzzug Friedrichs II. als Fünfter Kreuzzug gezählt. Nach anderer Rechnung wird der Kreuzzug von Damiette alleine als Fünfter Kreuzzug und der Kreuzzug des Staufers Friedrich II. separat als Sechster Kreuzzug behandelt.

## Geschichte

### Vorgeschichte
Seit der Eroberung von Jerusalem 1187 befand sich die „heilige Stadt“ wieder in den Händen der Muslime. Die bisherigen Versuche der Christen, Jerusalem zurückzuerobern, waren gescheitert. Das Königreich Jerusalem hatte seine Hauptstadt nach Akkon verlegt und war auf einen schmalen Küstenstreifen von Jaffa bis zur Südgrenze der Grafschaft Tripolis beschränkt. Da die muslimischen Ayyubiden von inneren Machtkämpfen geschwächt waren, willigten sie immer wieder in befristete Waffenstillstandsvereinbarungen mit den Kreuzfahrerstaaten ein, nach deren Ablauf es zu neuen Kampfhandlungen sowie anschließend zur Vereinbarung eines neuen Waffenstillstandes kam.
Der letzte Waffenstillstandsvertrag, der 1211 zwischen dem Regenten von Jerusalem, Johann von Brienne, und dem Ayyubiden-Sultan al-Adil I. geschlossen worden war, hätte im Jahre 1215/1216 geendet. Dieser Zeitpunkt diente zum Anlass, einen neuen Kreuzzug zur Rückeroberung Jerusalems für die Christen zu versuchen.

### Aufruf zum Kreuzzug
Papst Innozenz III. hatte bereits im Frühjahr 1213 in seiner Bulle Quia maior zu einem weiteren Kreuzzug aufgerufen. Auf dem Vierten Laterankonzil im Jahr 1215 wurde ein allgemeiner Kreuzzug beschlossen.
Innozenz III. versuchte dabei, die Fehler der in der Vergangenheit gescheiterten Kreuzzüge zu vermeiden und die Erfolge des Ersten Kreuzzugs zu wiederholen: Da der von Königen angeführte Zweite und Dritte Kreuzzug gescheitert war, ließ er durch Prozessionen, Gebete und Predigten gezielt die einfache Bevölkerung sowie niedere Adlige und Ritter ansprechen. Zum Führer des Kreuzzugs bestimmte Papst Innozenz III. den päpstlichen Legaten Kardinal Pelagius von Albano, um die Fehler des Vierten Kreuzzugs zu vermeiden, dem Venedig mit eigennützigen Aktionen sehr geschadet hatte.
Nach dem Plan Innozenz’ III. sollten sich die Kreuzfahrer 1216 in Brindisi sammeln und nach Outremer übersetzen. Er verbot den Handel mit muslimischen Staaten, um sicherzustellen, dass genügend Schiffe zum Transport der Kreuzfahrer zur Verfügung stehen würden. Nicht nur den aktiven Teilnehmern des Kreuzzugs wurde ein Ablass in Aussicht gestellt, sondern ebenso allen, die sich an den Kosten des Kreuzzuges beteiligten, ohne selbst mitzufahren.
Nachdem Innozenz verstorben war, legte der neue Papst Honorius III. den Beginn des Kreuzzugs auf den 1. Juni 1217 fest.

### Resonanz und Aufbruch nach Akkon
Anders als bei den anderen Orientkreuzzügen fanden sich in Frankreich diesmal nur relativ wenige Ritter für den Kreuzzug, zumal sich viele von ihnen bereits auf dem Albigenserkreuzzug (1209–1229) befanden.
Der römisch-deutsche König (und spätere Kaiser) Friedrich II. gelobte anlässlich seiner Krönung 1215 die Teilnahme, schob sie dann aber mehrfach auf, was zu Spannungen mit dem Papst führte.
Am 1. Juni 1217 stachen die Kreuzfahrer unter Führung von König Andreas II. von Ungarn und Herzog Leopold VI. von Österreich von Split nach Palästina in See. Nach kurzem Aufenthalt auf Zypern erreichten sie schließlich Akkon, die Hauptstadt des verbliebenen Königreiches Jerusalem.

### Jerusalem
In Akkon vereinigte sich das Kreuzfahrerheer mit den Heeren der Kreuzfahrerstaaten unter Johann von Brienne, Regent von Jerusalem, Bohemund IV. von Antiochia und Tripolis und Hugo I. von Zypern. Johann von Brienne stellte sich an die Spitze der Kreuzritter.
Sultan al-Adil, Bruder von Saladin und damaliger Herrscher über das Ayyubiden-Reich, erwartete einen Angriff auf Jerusalem. Um den Kreuzfahrern die Verteidigung der Stadt im Falle einer möglichen Eroberung zu erschweren, wurden daher die Stadtmauern und Befestigungsanlagen zerstört. Viele Muslime verließen Jerusalem aus Angst vor einer Wiederholung des Massakers des Ersten Kreuzzugs 1099.
Die ayyubidischen Truppen mieden eine offene Schlacht mit den Kreuzrittern. Während des Novembers 1217 wurde in der Gegend um den See Genezareth erfolglos versucht, al-Adils Hauptheer zu stellen, das einem Kampf immer wieder auswich. Damaskus bereitete sich bereits auf eine Belagerung vor, als sich die Kreuzfahrer wieder Richtung Akkon zurückzogen. Anfang Dezember belagerten sie erfolglos die erst 1213 von den Muslimen auf dem Berg Tabor errichtete Burg, die die Straße zwischen Akkon und Jerusalem sicherte.
Nachdem über Monate hinweg keine Fortschritte erzielt werden konnten, kehrten Andreas II. und Bohemund IV. im Januar 1218 mit ihren Truppen in die Heimat zurück. Am 10. Januar 1218 starb zudem Hugo I., was auch sein Kontingent zur Heimreise veranlasste.
Johann von Brienne setzte die verbliebenen Kreuzfahrer nun zunächst dazu ein, die vorhandenen Burgen und Stadtfestungen zu reparieren oder zu verstärken, so z. B. Château Pèlerin und Caesarea.

### Aufbruch nach Damiette
Im April und Mai 1218 trafen Thomas Olivier aus Köln und Graf Wilhelm I. von Holland mit niederländischen, flämischen, friesischen und deutschen Kreuzfahrern in Akkon ein. Diese waren schon im Sommer 1217 von Holland aus in See gestochen, hatten sich aber in Portugal vom dortigen König Alfons dem Dicken zur Überwinterung überreden lassen. Während der Überwinterung hatten sie die maurischen Städte Al-Qasr, Setúbal und Rabeta Ruta für die portugiesische Krone erobert.
Mit Johann von Brienne und Leopold VI. beschloss man, die Ayyubiden in Ägypten anzugreifen. Ein Bündnis mit den muslimischen Rum-Seldschuken unter Sultan Kai Kaus I. sah vor, dass diese das Ayyubidenreich gleichzeitig in Syrien angreifen sollten.

### Belagerung von Damiette
Im April 1218 erreichte die Kreuzfahrerflotte unter Johann von Brienne die ägyptische Hafenstadt Damiette und begann mit der Belagerung. Damiette war strategisch deshalb wichtig, weil man von der auf einer kleinen Insel befindlichen vorgelagerten Befestigung aus mit einer schweren Kette den einzigen befahrbaren Nil-Arm versperren konnte. Die Einnahme dieser Befestigung gelang nach erbitterten Kämpfen am 25. August 1218. An diesem Tag ergaben sich die überlebenden Verteidiger des Turmes Leopold VI.
Drei Tage später starb Sultan al-Adil I. Der neue Sultan al-Kamil musste nach dem Tod seines Vaters seinen Herrschaftsanspruch gegenüber seinen Brüdern erst festigen. Nach dem Willen seines Vaters hatte er Ägypten, sein Bruder al-Aschraf Obermesopotamien und sein weiterer Bruder al-Muʿazzam Syrien erhalten. In diesen Tagen traf Kardinal Pelagius von Albano mit Truppen aus Italien im Lager der Kreuzfahrer ein und beanspruchte als päpstlicher Legat die Führung des Kreuzzuges. Anstatt die Chancen, die sich aus der geschwächten Lage des Sultans ergaben, zu nutzen, verfielen die Anführer des Kreuzzugs in einen lähmenden Streit, wer den Kreuzzug anführen und wem Damiette gehören solle, dem Papst oder dem Königreich Jerusalem. Im Oktober 1218 trafen weitere Verstärkungen aus Frankreich ein.
Al-Kamil war gegenüber den Kreuzfahrern zu Verhandlungen bereit und bot ab Februar 1219 mehrmals die Rückgabe Jerusalems an, einschließlich aller Gebiete des ehemaligen Königreiches Jerusalem, außer den Gebieten um Karak und Montreal, außerdem die Rückgabe der Reliquie des wahren Kreuzes, welches Saladin 1187 bei Hattin erbeutet hatte, sowie die Freilassung aller Kriegsgefangenen, die in den Reichen Kairo und Damaskus lebend aufzufinden seien. Zudem bot er an, den Wiederaufbau der Stadtmauer Jerusalems zu bezahlen.
Kardinal Pelagius lehnte es allerdings ab, mit den Sarazenen zu verhandeln. Auch der später heiliggesprochene Franz von Assisi hatte sich dem Kreuzfahrerheer angeschlossen und begab sich bei Damiette ins Lager des muslimischen Heeres, um vor Sultan al-Kamil zu predigen. Der Sultan hörte sich die Worte des Mönches geduldig an, um seine Gesprächsbereitschaft zu demonstrieren, blieb aber von seinem Bekehrungsversuch gänzlich unbeeindruckt.
Am 5. Mai 1219 verließ Leopold VI. den Kreuzzug und kehrte nach Europa zurück. Erst in der Nacht vom 4. auf den 5. November 1219 wurde Damiette nach erbitterten Kämpfen eingenommen. Die meisten Einwohner der Stadt waren während der Belagerung an Hunger und Krankheiten gestorben, die Verbliebenen wurden nun getötet oder versklavt. 1220 kehrte auch Johann von Brienne aus Uneinigkeit mit Kardinal Pelagius mit seinen Truppen nach Akkon zurück.
Im folgenden Jahr warteten die verbliebenen Kreuzfahrer unter Kardinal Pelagius auf Verstärkung durch Friedrich II., die jedoch aufgrund von Verzögerungen nie eintraf. In dieser Zeit wurde die Stadtbefestigung von Damiette massiv ausgebaut.

### Weitermarsch ins Nildelta und Niederlage
Erst im Juli 1221 entschieden sich die Kreuzfahrer, ins Nildelta Richtung Kairo vorzurücken. Das schwierige, durch Überflutungen versumpfte Gelände machte ihnen dabei zu schaffen. Thomas Olivier berichtet von schlechter Disziplin und Orientierungslosigkeit vieler Kreuzfahrer.
Im August 1221 rückten frische muslimische Truppen von al-Adils Bruder al-Muazzam, die in Syrien gerade den Angriff der Rum-Seldschuken zurückgeschlagen hatten, heran. Bei der folgenden Schlacht erlitt das Heer der Kreuzfahrer, das wegen der Nilschwemme in ungünstiges Gelände abgedrängt worden war, eine schwere Niederlage. Damiette wurde nach Verhandlungen im September wieder geräumt, so dass die verbliebenen Kreuzfahrer unverrichteter Dinge abziehen mussten.

### Folgen
Die Schuld am Scheitern wurde teilweise Friedrich II. gegeben, da dieser zwar seine Unterstützung versprochen hatte, durch Angelegenheiten in Sizilien jedoch daran gehindert worden war. Im Vertrag von San Germano versprach er 1225 verbindlich, spätestens 1227 einen eigenen Kreuzzug zu unternehmen. Jedoch wurden seitens Papst Honorius III. auch schwere Vorwürfe gegen Kardinal Pelagius erhoben, weil er das Verhandlungsangebot des Sultans al-Kamil nicht angenommen hatte.

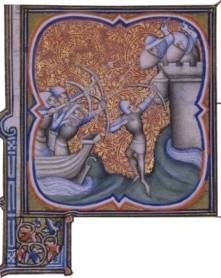
Belagerung von Damiette (1249)

## Kreuzzug Ludwigs IX.
Damiette war auch Ziel des vom französischen König Ludwig IX. geführten Sechsten Kreuzzugs. Seine Flotte traf dort 1249 ein und eroberte die Festung im Handstreich. Ebenfalls auf dem Weg nach Kairo wurden die Kreuzfahrer 1250 geschlagen und Ludwig gefangen genommen, so dass sie gezwungen waren, im Austausch für ihren König unter anderem die Stadt zurückzugeben. Der Mamlukensultan Baibars zerstörte die Stadt wegen ihrer Bedeutung für die Kreuzfahrer und baute sie einige Kilometer entfernt vom Fluss mit stärkeren Festungsanlagen wieder auf.